# وزارت امور خارجه بریتانیا
اداره امور خارجه و کشورهای مشترک‌المنافع (به انگلیسی: Foreign & Commonwealth Office یا FCO به صورت مخفف) که معمولاً با عنوان وزارت امور خارجه از آن یاد می‌شود، یکی از وزارتخانه‌های دولت بریتانیا است. این نهاد، مسئولیت محافظت و پیشبرد اهداف بریتانیا را در سراسر جهان دارد.
ساختار فعلی وزارت امور خارجه بریتانیا در سال ۱۹۶۸ از ادغام دو وزارت‌خانه امور خارجه و وزارت‌خانه امور کشورهای مشترک‌المنافع تشکیل شد.
مسئولیت این نهاد با وزیر امور خارجه و کشورهای مشترک‌المنافع بریتانیا است که عموماً وزیر امور خارجه (به انگلیسی: Foreign Secretary) نامیده می‌شود. هم‌اکنون دیوید لمی تصدی این سمت را برعهده دارد.

## مناصب کبیر حکومتی
در بریتانیا چهار مسئول ارشد، مناصب کبیر دولتی (به انگلیسی: Great Offices of State) نامیده می‌شوند که این چهار مقام عبارتند از:
- نخست وزیر
- وزیر خارجه
- وزیر کشور
- رئیس خزانه[۷]

## رسوم و پروتکل‌های تشریفاتی
در ساختار وزارت امور خارجه بریتانیا رسم است که وزیر امور خارجه - همانند امپراتورهای سابق چین - از «جوهر قرمز» در مکاتبات‌اش استفاده کند.
بر اساس پروتکل‌های تشریفاتی وزارت امور خارجه بریتانیا، بعد از درگذشت یک حاکم سلطنتی خارجی، پرچم‌ها در بناهای دولتی و سلطنتی بریتانیا به حالت نیمه‌افراشته در می‌آیند.
بر اساس پروتکل، وزیران دولت بریتانیا باید درباره دیدارهای رسمی خارجی به وزارت امور خارجه اطلاع دهند.

## نگارخانه

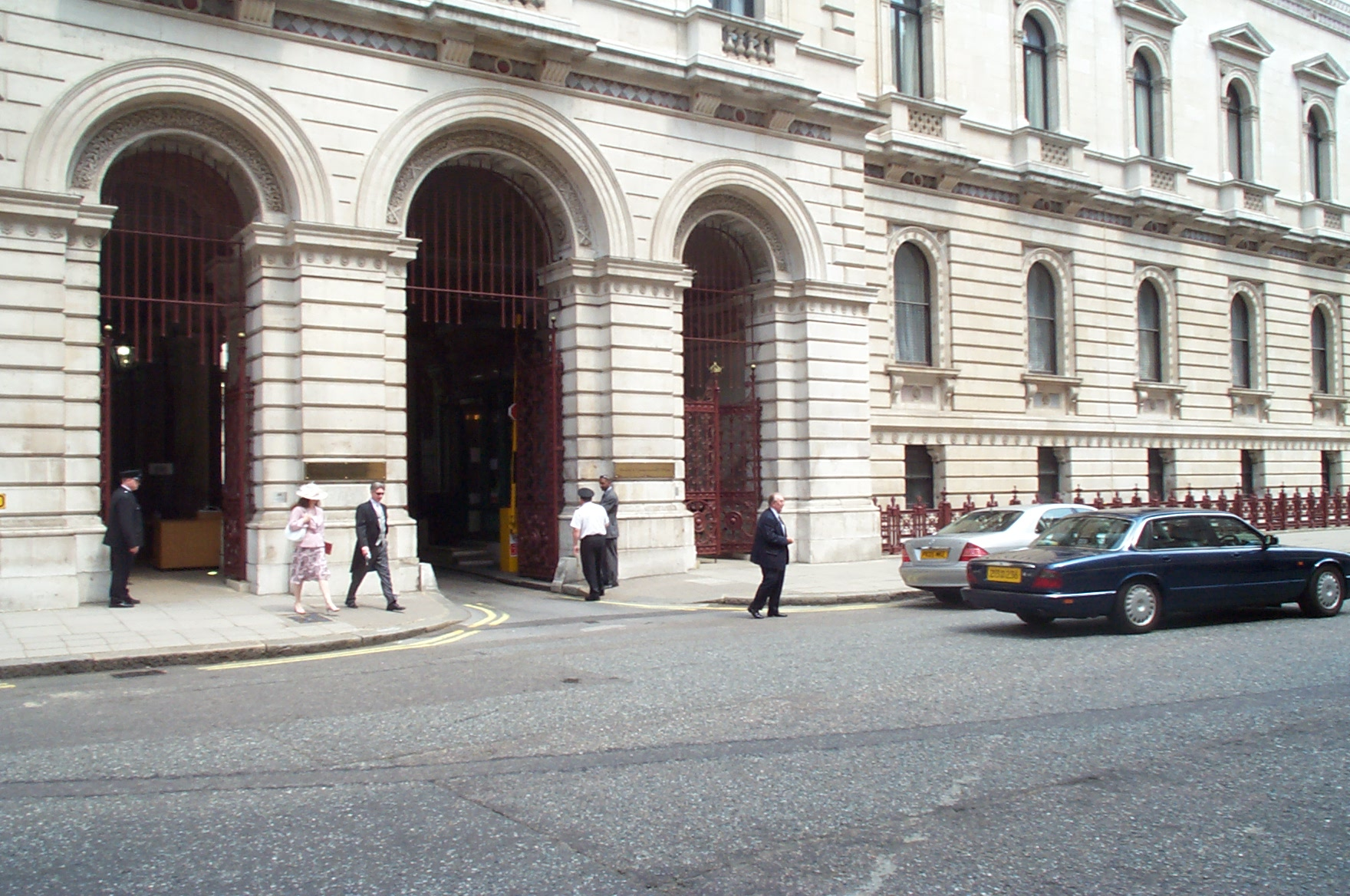
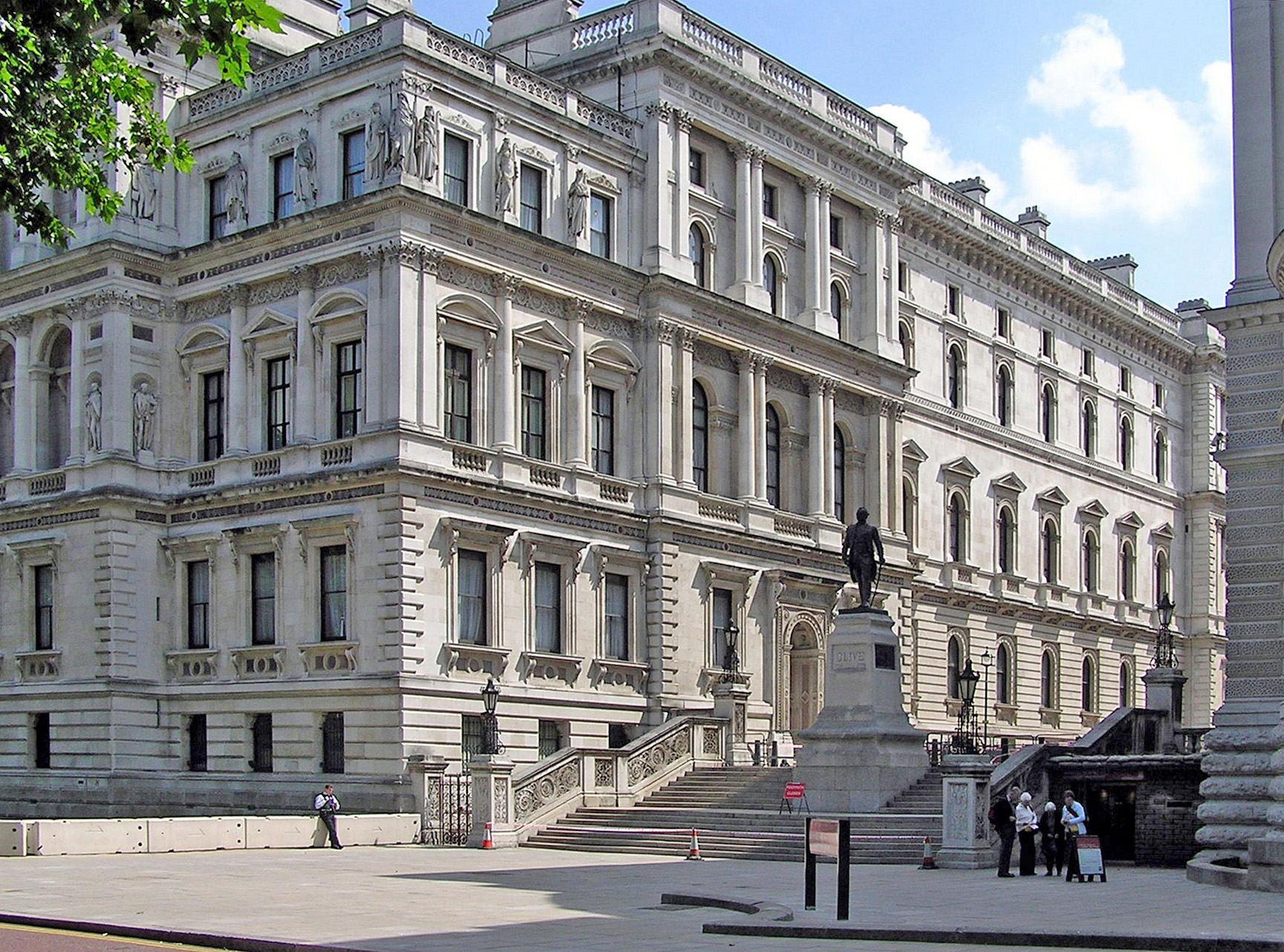